# Witzleben (Thüringen)
Witzleben ist eine Gemeinde im Ilm-Kreis in Thüringen in Deutschland.
Die gesamte Gemeinde (mit Ellichleben und Achelstädt) hat 622 Einwohner (Stand: 31. Dezember 2023).

## Geografie

### Geografische Lage
Witzleben liegt 14 Kilometer östlich von Arnstadt. Die Gemeinde gehört der Verwaltungsgemeinschaft Riechheimer Berg an.

### Nachbargemeinden
Im Uhrzeigersinn, beginnend im Norden: Osthausen-Wülfershausen – Kranichfeld – Stadtilm – Bösleben-Wüllersleben

### Ortsteile

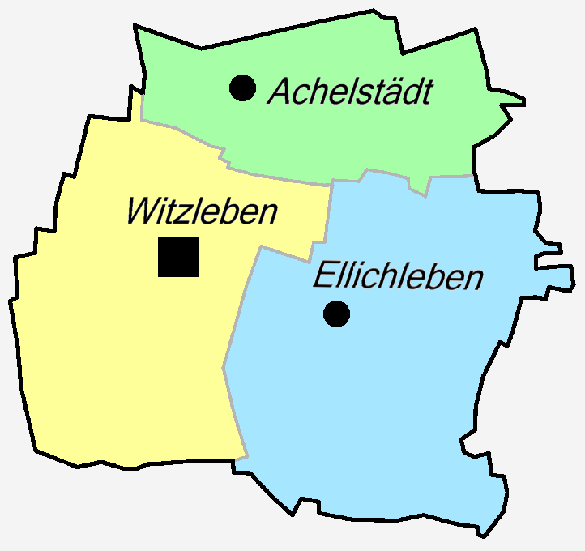
Gemeindegliederung

- Achelstädt (184 Einwohner)
- Ellichleben (242 Einwohner)
- Witzleben (281 Einwohner)

## Geschichte
Zwischen 822 und 842 wurde Witzleben urkundlich erstmals erwähnt, in einem Verzeichnis von Schenkungen an das Kloster Fulda, im Codex Eberhardi.
Witzleben ist der Herkunftsort des einst mächtigen Rittergeschlechts derer von Witzleben. Ihre Burg, heute eine Wüstung, befand sich etwa einen Kilometer südlich der Ortslage, auf dem „Hobel“ jenseits des Oberen Wolfstal-Grabens. Zu der Burg gehörte ein großes Rittergut. Am westlichen Ende der Gemarkung Witzleben lag der hochmittelalterliche Herrensitz Gommerstedt.
Im 19. Jahrhundert wurden im Dorfteich des Ortes Hufeisen von kleineren Pferden gefunden. Es sollen einst berittene Hunnen im sumpfigen Gelände versunken sein. Es wird aber auch angenommen, dass in der Nähe des Teiches eine Schmiede gestanden hat. 1923 wurde das Rittergut mit 144 Hektar Betriebsfläche vom Pächter E. Köllner bewirtschaftet.
Ende des 12. Jahrhunderts wurde der Kirchturm gebaut, im 13. Jahrhundert das Kirchenschiff. Im Spätmittelalter spielte der Anbau der Färberpflanze Waid eine große Rolle, es existierte auch eine Waidmühle in Witzleben. Im Dreißigjährigen Krieg hat der Ort sehr gelitten. 1797 vernichtete ein verheerender Brand einen Großteil des Dorfes, auch Kirche, Pfarrhaus (auch die Pfarrbücher wurden vernichtet) und Gut waren betroffen. Bis 1918 gehörte Witzleben zum Fürstentum Schwarzburg-Sondershausen (Oberherrschaft).
Gegen Ende des Zweiten Weltkrieges berührte ein Todesmarsch von Häftlingen des KZ Buchenwald die Gemarkung des Ortes. Auf dem Friedhof ruhen 20 Opfer des SS-Terrors.
Am 11. April 1945 kamen unter heftigem US-amerikanischem Artilleriebeschuss und Jagdbomberangriffen mit Spreng- und Brandbomben fünf Dorfbewohner und eine Ukrainerin ums Leben. Von 300 Wohn- und Wirtschafts-Gebäuden wurden 140 zerstört und 70 schwer beschädigt. Wehrmachtseinheiten hatten am Dorfrand und am Großen Holz mit einigen Panzerabwehrkanonen und Panzern versucht, den amerikanischen Vormarsch aufzuhalten. Mindestens sieben deutsche Soldaten fielen. Der mit den Zivilisten gemeinsame Gedenkstein auf dem Friedhof (aus der DDR-Zeit) enthält nicht die Namen aller Opfer und die Soldaten unter ihnen sind nur durch den Jahrgang 1925 erkennbar.
Der Wiederaufbau des zerstörten Dorfes erfolgte durch die Bewohner in Eigenleistung unter den schwierigen Bedingungen der Nachkriegszeit der zeit der SBZ und der frühen DDR. Es gab auch materielle und finanzielle Hilfen der Nachbargemeinden.
Im Herbst 1945 kam die Bodenreform mit Enteignungen, besonders des Gutes, und der Errichtung von Neubauernstellen. Das Gutswohnhaus (Bewohner waren zwei Brüder mit ihren Familien) wurde abgerissen, wie im Laufe der Zeit auch zahlreiche andere Gutsgebäude. 1952 wurde eine LPG Typ 3 gegründet, 1960 erfolgte die Zwangskollektivierung der letzten Bauern. 1967 wurde eine große Schweinemastanlage der LPG Tierproduktion gegründet. 1979 kam es zu einem verheerenden Orkan, der einen großen Teil der Dächer im Dorf abdeckte.
Bei der Volkskammerwahl im März 1990 in der Zeit der politischen Wende erhielt die CDU 77 % und die PDS 4 % der Stimmen.

### Einwohnerentwicklung
Entwicklung der Einwohnerzahl:
| - 1843 – 874 - 1939 – 799 - 1989 – 779 - 2005 – 716 - 2010 – 703 - 2015 – 639 - 2020 – 624 - 2023 - 622 |

 Datenquelle: ab 1994 Thüringer Landesamt für Statistik – Werte vom 31. Dezember

## Sehenswürdigkeiten

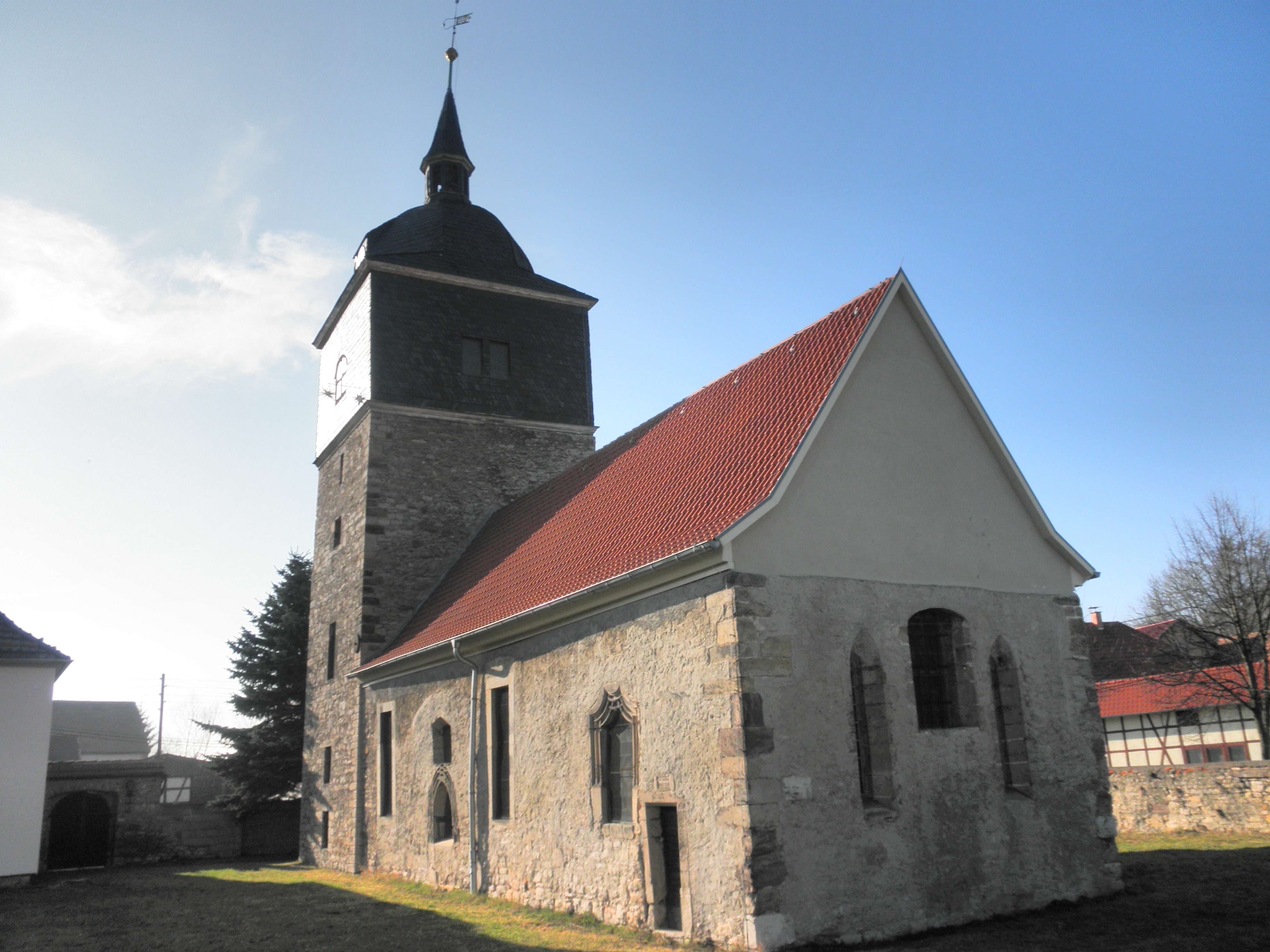
Kirche St. Magdalenen in Witzleben

- Dorfkirche: Die Ende des 12., Anfang des 13. Jahrhunderts gebaute Kirche weist einige architektonische Besonderheiten auf. Um 1500 wurden spätgotische Fenster und ein Portal in die Südwand des Kirchenschiffs eingebaut. Am Ende des Dreißigjährigen Krieges wurde die Kirche restauriert. 1820 erhielt sie eine Orgel von Orgelbaumeister Witzmann aus Stadtilm. Der Vorraum im Turmerdgeschoß ist durch Glaseinbauten vom Kirchraum abgetrennt. Im Altarraum steht ein schmaler Kanzelbau, in dem zwei schwarze gedrehte Säulen mit vergoldeten Kapitellen dominieren. 1936 und in den 1970er Jahren erfolgte eine Innensanierung. Die Wiedereinweihung wurde 1977 gefeiert.
- Denkmal für die Teilnehmer und Gefallenen des Deutsch-Französischen Krieges 1870/71. Es wurde vom Hauptmann von Witzleben gestiftet.
- Denkmal der Gemeinde für ihre im Ersten Weltkrieg gefallenen und vermissten Soldaten.
- Gedenkstein für die Toten vom 11. April 1945 auf dem Friedhof.
- Waidmühlstein und früheres Glockenhaus an der Hauptstraße. Das Glockenhaus hatte 1840 vorübergehend die Glocken aus dem baufällig gewordenen Kirchturm aufgenommen.

## Politik

### Gemeinderat
Der Rat der Gemeinde Witzleben acht Mitglieder. Nach der Kommunalwahl am 26. Mai 2024 ergibt sich die folgende Zusammensetzung:
- CDU: 6 Sitze (Stimmenanteil: 79,0 %)
- Die Linke: 2 Sitze (Stimmenanteil: 21,0 %)

Die Wahlbeteiligung lag bei 76,5 %.

### Bürgermeister
Der ehrenamtliche Bürgermeister Uwe Leuthardt (CDU) ist seit 2010 im Amt und wurde zuletzt am 12. Juni 2022 wiedergewählt.

## Wirtschaft und Infrastruktur

### Wasser und Abwasser
Die Aufgaben der Wasserversorgung und Abwasserbeseitigung wurden auf den Wasser-/Abwasserzweckverband Arnstadt und Umgebung übertragen.

## Persönlichkeiten
- Witzleben war der Stammsitz des Adelsgeschlechts von Witzleben.
- Albert Falckner (1815–1892), Pfarrer in Witzleben und Mitglied des Landtags des Fürstentums Schwarzburg-Sondershausen
- Hermann Heinemann (1862–1939), deutscher Lehrer und Politiker (NLP)